# Taupalatset

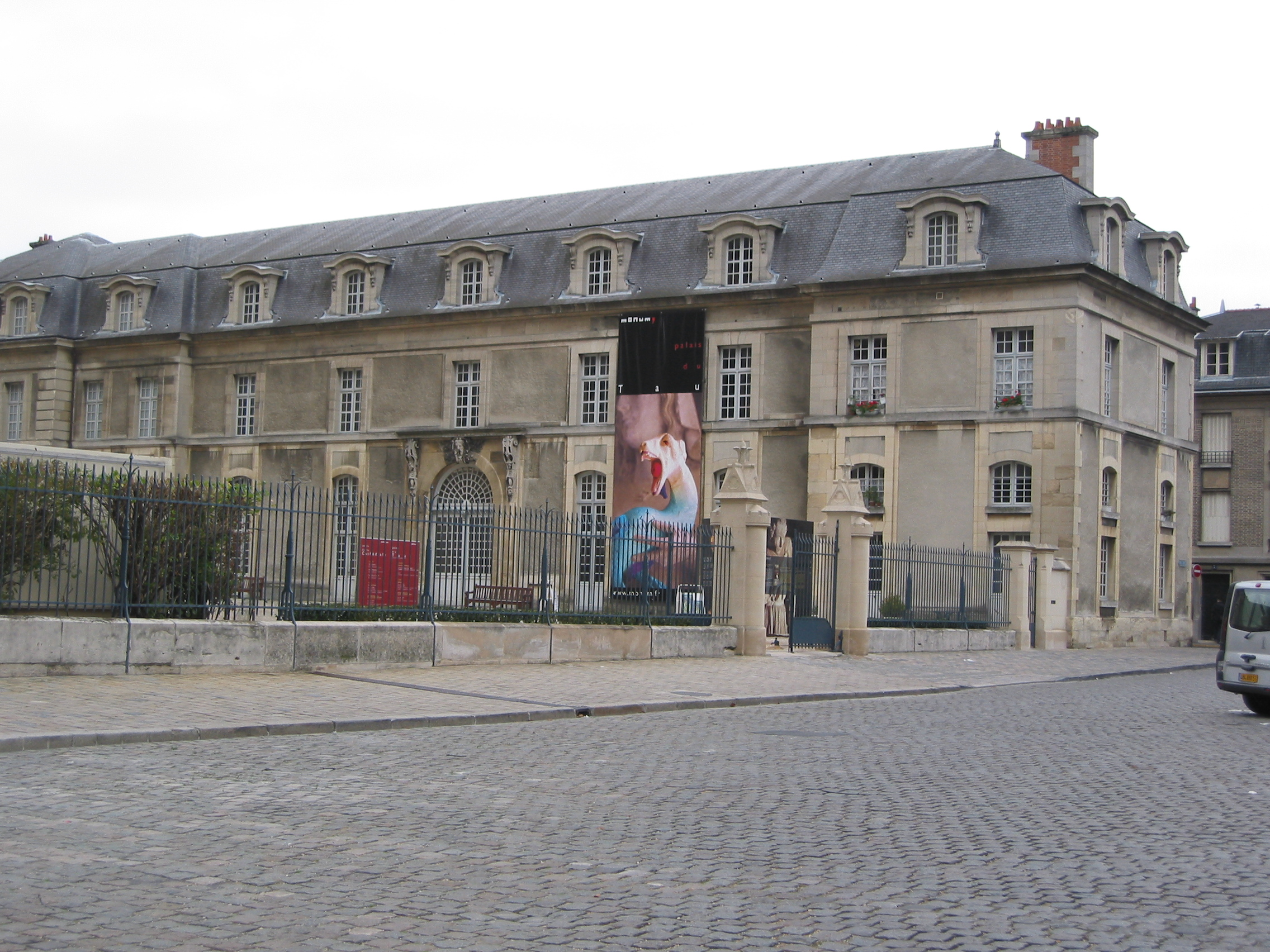
Taupalatset i Reims.

Taupalatset (franska: Palais du Tau) i Reims i Frankrike var ärkebiskopen av Reims palats. Det associeras med Frankrikes kungar eftersom deras kröningar hölls i den närliggande katedralen Notre-Dame de Reims.
En stor Gallo-Romersk villa låg på platsen under 500-talet och 600-talet som senare blev ett karolingiskt palats. Den första dokumenterade användningen av namnet är från 1131, och det kommer av bokstaven T (Tau i det grekiska alfabetet). De flesta av de tidiga byggnaderna är borta. Den äldsta kvarvarande delen är kapellet från 1207. Byggnaden genomgick en stor renovering i gotisk stil mellan 1498 och 1509, och ändrades till sin nuvarande barockstil mellan 1671 och 1710 av Jules Hardouin-Mansart och Robert de Cotte. Den förstördes vid en brand 19 september 1914 och reparerades inte förrän efter andra världskriget.
Palatset var residens för Frankrikes kungar innan deras kröningar i Notre-Dame de Reims. Kungen kläddes i palatset före kröningen innan han fortsatte till katedralen och efter kröningen hölls en bankett i palatset. Den första kända kröningsbanketten hölls i palatset 990 och den sista 1825.
Palatset har sedan 1972 gett rum till musée de l’Œuvre, som stiller ut statyer, gobelänger, reliker och andra objekt från katedralen. 
Taupalatset, tillsammans med Notre-Dame de Reims och Saint-Remibasilikan, blev ett av Unescos världsarv 1991. Det har omkring 100 000 besökare varje år.